# مسیر لکتین کمپلمان

Structure of mannose in its α-D mannopyranose form. Mannan is a polymer of mannose.

مسیر لکتین (نام علمی: Lectin pathway) فعال شدن کمپلمان، در غیاب آنتی بادی تحریک می‌شود و در ان پلی ساکاریدهای میکروبی به لکتین‌های در حال گردش نظیر لکتین متصل شونده به مانوز یا مانان MBL- پلاسمایی ویا به فیکولین‌ها متصل می‌شوند. این لکتین‌های محلول پروتئین‌های شبه کلاژن هستند و از نظر ساختاری شبیه C1 q می‌باشند. MBL، فیکولین L و H-فیکولین پروتئین‌های پلاسمایی می‌باشند. 
M-فیکولین عمدتاً توسط ماکروفاژهای فعال شده در بافت تولید می‌شود. MBL یکی از اجزای خانواده کولکتین می‌باشد که دارای یک دومین شبه کلاژن در N-ترمینال و یک دومین شناسایی کنندهٔ کربوهیدرات در انتهای C-ترمینال می‌باشد. فیکولین‌ها دارای ساختار مشابه با دومین شبه کلاژن انتهایN-ترمینال و دومین شبه فیبرینوژن در انتهای c-ترمینال هستند. دومین‌های شبه کلاژن در جمع شدن ساختارهای مارپیچی سه تایی پایه کمک می‌نمایند که باعث تشکیل الیگومرهای رده بالاتر می‌شود.